# Patrizia Nanz
Patrizia Nanz (Stoccarda, 9 luglio 1965) è una politologa tedesca con cittadinanza italiana  esperta di democrazia europea, partecipazione pubblica e sostenibilità.
Dal 15 marzo 2024 è Presidente dell’Istituto Universitario Europeo (IUE) di Firenze.
La formazione e l’esperienza di Nanz coprono in particolare questioni di attualità, come le trasformazioni verso la sostenibilità (cambiamento climatico, biotecnologie, transizione energetica, stoccaggio finale dei rifiuti nucleari), la teoria democratica (partecipazione pubblica, governance transnazionale e integrazione europea), il governo aperto e l’innovazione amministrativa.

## Biografia
Patrizia Nanz è cresciuta bilingue (tedesco-italiano) a Monaco di Baviera. Dal 1984 al 1990 ha studiato filosofia, storia e letteratura a Monaco e Francoforte sul Meno. Ha seguito una formazione giornalistica presso l'Istituto per la Promozione dei Giovani Giornalisti e a partire dal 1991 ha lavorato come editrice di scienza e saggistica presso S. Fischer Verlag (Francoforte) e Feltrinelli Editore (Milano).
Nanz ha poi ottenuto nel 2001 un dottorato in Scienze politiche e sociali presso l'Istituto Universitario Europeo, difendendo una tesi sulla sfera pubblica europea dal titolo "Europolis : constitutional patriotism beyond the nation-state" (Commissione: Philippe C. Schmitter, Jürgen Habermas, Charles Sabel, Peter Wagner).
Dopo essere stata ricercatrice presso il Max Planck Institute for Research on Collective Goods di Bonn e Visiting Research Fellow presso il Massachusetts Institute of Technology, è stata professoressa di teoria politica presso l'Università di Brema.
Nel 2009 è co-fondatrice di Participedia, una piattaforma wiki collaborativa globale dedicata alle innovazioni democratiche.
La sua carriera combina un curriculum scientifico con una vasta esperienza di leadership.
Tra il 2013 e il 2016, Patrizia Nanz ha diretto l’area di ricerca “Cultura della Partecipazione” presso l’Istituto di Studi Avanzati in Scienze Umane di Essen.
Tra il 2016 e il 2021 è stata direttrice scientifica dell'Istituto per gli Studi Avanzati di Sostenibilità (IASS) di Berlino, docente di studi di sostenibilità trasformativa presso l'Università di Potsdam, e co-presidente della Piattaforma Scientifica Sostenibilità 2030, una piattaforma interdisciplinare di ricerca e dialogo a sostegno dell’attuazione degli Obiettivi di Sviluppo Sostenibile delle Nazioni Unite in Germania
Nel gennaio 2019 è stata nominata dal Ministero Federale Tedesco dell’Istruzione e della Ricerca (BMBF) membro del High-Tech Forum, che ha fornito consulenza al governo tedesco sulla sua Strategia High-Tech 2025 fino al 2021.
Nel febbraio 2021 è stata nominata Vicepresidente dell’Ufficio Federale Tedesco per la Sicurezza nella Gestione dei Rifiuti Nucleari (BASE), dove ha diretto il Collaborative Governance Lab (CO:LAB).
Tra il 2021 ed il 2024 ha invece co-diretto il Forum franco-tedesco per il Futuro (RIFS).
Nel 2024 viene annunciata Presidente dell'Istituto Universitario Europeo e prima donna a ricoprire questo ruolo.